# Frankrikes Grand Prix 1984
Frankrikes Grand Prix 1984 var det femte av 16 lopp ingående i formel 1-VM 1984.

## Resultat
1. Niki Lauda, McLaren-TAG, 9 poäng
2. Patrick Tambay, Renault, 6
3. Nigel Mansell, Lotus-Renault, 4
4. René Arnoux, Ferrari, 3
5. Elio de Angelis, Lotus-Renault, 2
6. Keke Rosberg, Williams-Honda, 1
7. Alain Prost, McLaren-TAG
8. Jacques Laffite, Williams-Honda
9. Teo Fabi, Brabham-BMW
10. Andrea de Cesaris, Ligier-Renault
11. Thierry Boutsen, Arrows-BMW
12. Piercarlo Ghinzani, Osella-Alfa Romeo
13. Jonathan Palmer, RAM-Hart

### Förare som bröt loppet
- Mauro Baldi, Spirit-Hart (varv 61, motor)
- Derek Warwick, Renault (53, olycka)
- Marc Surer, Arrows-Ford (51, olycka)
- Eddie Cheever, Alfa Romeo (51, motor)
- Ayrton Senna, Toleman-Hart (35, turbo)
- Michele Alboreto, Ferrari (33, motor)
- Johnny Cecotto, Toleman-Hart (22, turbo)
- Riccardo Patrese, Alfa Romeo (15, motor)
- Nelson Piquet, Brabham-BMW (11, turbo)
- Manfred Winkelhock, ATS-BMW (5, koppling)
- Philippe Alliot, RAM-Hart (4, elsystem)

### Förare som diskvalificerades
- Martin Brundle, Tyrrell-Ford (varv 76)
- Stefan Bellof, Tyrrell-Ford (11)

### Förare som ej startade
- Francois Hesnault, Ligier-Renault (Bilen kördes av Andrea de Cesaris)

## VM-ställning
| Förarmästerskapet 1. Alain Prost, McLaren-TAG, 24 2. Niki Lauda, McLaren-TAG, 18 3. René Arnoux, Ferrari, 13 Derek Warwick, Renault, 13 | Konstruktörsmästerskapet 1. McLaren-TAG, 42 2. Ferrari, 22 3. Renault, 21 |